# The Amazing Race Australia
The Amazing Race Australia é um reality show australiano baseado na série The Amazing Race. O programa foi exibido pela primeira vez na Seven Network, que comprou os direitos do formato para produzir uma versão australiana em 2010. As duas primeiras edições foram exibidas em 2011 e 2012 e produzidas pela activeTV em associação com a ABC Studios. 
Em junho de 2019, o programa passou a ser produzido pela Eureka Productions e transmitido pela Network 10. O ex-jogador de futebol de rugby Beau Ryan é o atual apresentador. Em 28 de abril de 2023, o programa foi renovado para uma sétima temporada apresentando concorrentes famosos.